# Abasolo (kommun), Nuevo León
Abasolo är en kommun i Mexiko.   Den ligger i delstaten Nuevo León, i den centrala delen av landet, 700 km norr om huvudstaden Mexico City. Antalet invånare är 2 746. Arean är 77 kvadratkilometer.
Terrängen i Abasolo är varierad.
Följande samhällen finns i Abasolo:
- Alberto Villarreal